# Шлышковцы
Шлышковцы (укр. Шлишківці) — село на Украине, находится в Могилёв-Подольском районе Винницкой области.
Население по переписи 2001 года составляет 333 человека. Почтовый индекс — 24046. Телефонный код — 4337.
Занимает площадь 2,4 км².

## Религия
В селе действует Свято-Успенский храм Могилёв-Подольского благочиния Могилёв-Подольской епархии Украинской православной церкви.

## Адрес местного совета
24046, Винницкая область, Могилёв-Подольский р-н, с. Пилипы, ул. Центральная